# Sphingonotus erlixensis
Sphingonotus erlixensis is een rechtvleugelig insect uit de familie veldsprinkhanen (Acrididae). De wetenschappelijke naam van deze soort is voor het eerst geldig gepubliceerd in 2007 door Zheng, Yang, Zhang & Wang.